# تپه گله جار ۱
تپه گله جار ۱ در شهرستان خرم‌آباد، بخش دوره چگنی، دهستان کشکان، ۱/۵ کیلومتری جنوب شرق روستای گرکز واقع شده و این اثر در تاریخ ۲۲ اسفند ۱۳۸۵ با شمارهٔ ثبت ۱۸۱۷۶ به‌عنوان یکی از آثار ملی ایران به ثبت رسیده است.